# Grand Prix automobile d'Italie 1954
GP précédent GP suivant
Le Grand Prix d'Italie 1954 (XXV° Gran Premio d'Italia), disputé sur le circuit de Monza le 5 septembre 1954, est la quarantième épreuve du championnat du monde de Formule 1 courue depuis 1950 et la huitième manche du championnat 1954.

## Contexte avant le Grand Prix

### Le championnat du monde
Avant la manche italienne, le champion argentin Juan Manuel Fangio, premier pilote de l'équipe Mercedes-Benz, compte déjà cinq victoires à son actif (dont deux acquises sur Maserati en début de saison), et est déjà assuré de remporter le titre mondial, tant son avance sur José Froilán González, le meilleur représentant de la Scuderia Ferrari, est importante. Le Grand Prix d'Italie a donc pour seul enjeu la lutte de prestige opposant sur leur terrain les constructeurs italiens Ferrari et Maserati à l'équipe Mercedes, qui cette saison a effectué une rentrée triomphale en Grand Prix.

### Le circuit

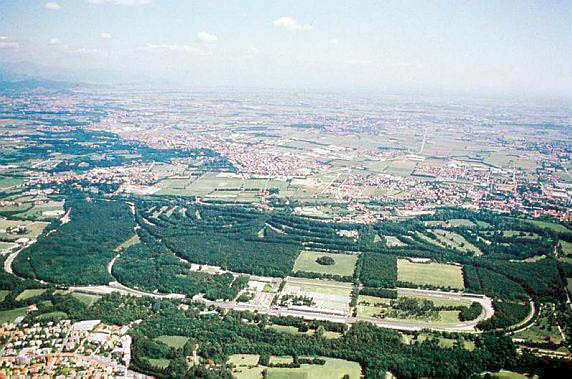
Vue aérienne de l'autodrome de Monza.

La piste de Monza, à vingt kilomètres au nord de Milan, est l'une des plus rapides d'Europe. Créée en 1922, elle combinait à l'origine un circuit routier et un anneau de vitesse, formule abandonnée après-guerre pour les Grands Prix, avec l'apparition en 1948 du tracé de 6,3 km, encore utilisé en 1954. Les 200 km/h de moyenne y ont été atteints en 1951, lors des essais qualificatifs du Grand Prix, Juan Manuel Fangio ayant accompli un tour 1 min 53 s 2 au volant de la célèbre Alfa Romeo Alfetta disposant de plus de 400 chevaux.

## Monoplaces en lice
- Ferrari 625 & 553 "Usine"

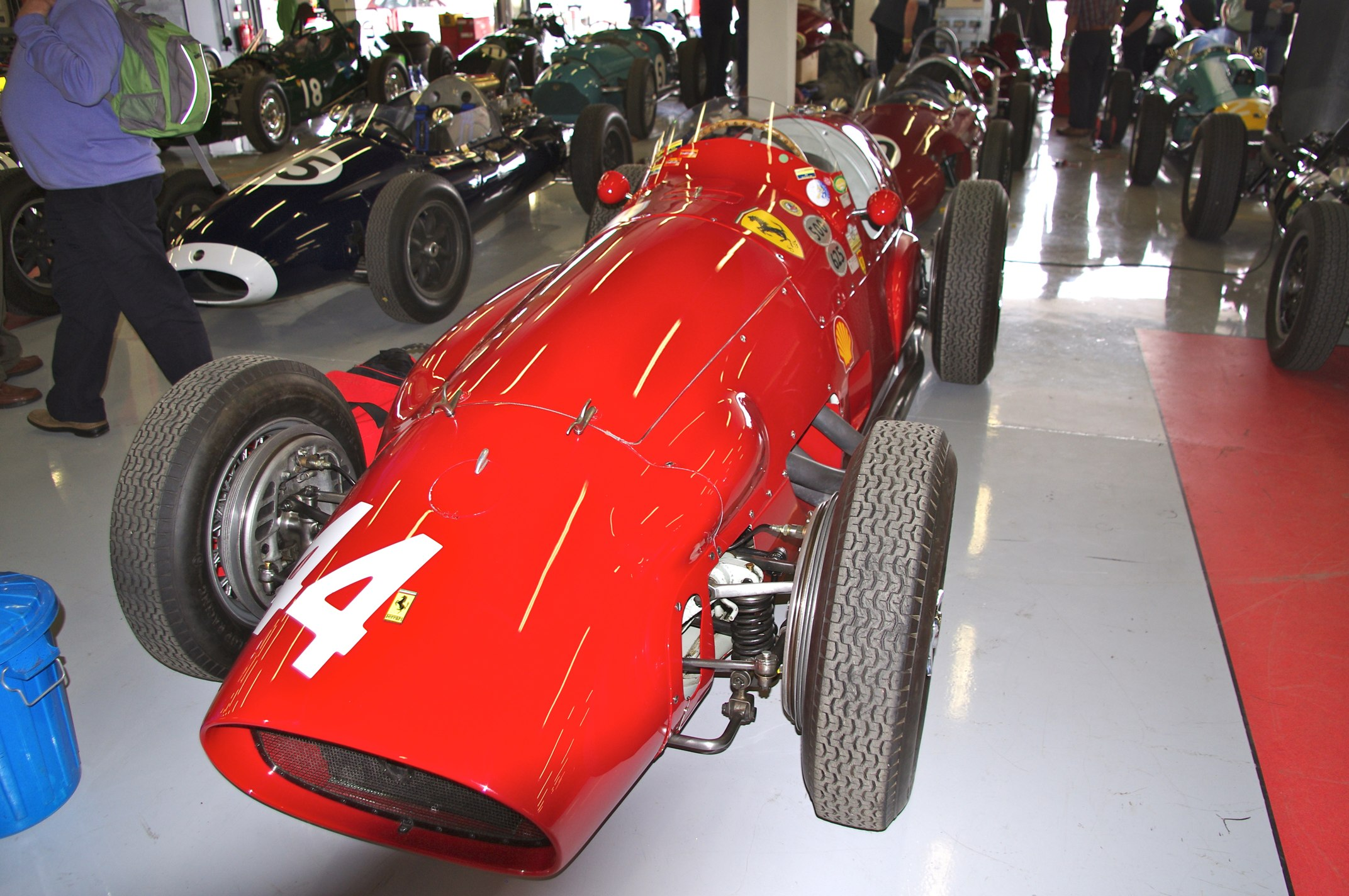
La Ferrari 625, dérivée de la 500 F2.

La Scuderia Ferrari a vécu une saison en demi-teinte, le châssis de la monoplace type 553 à réservoirs latéraux (surnommée Squalo) s'étant avéré difficile à mettre au point. Toutefois, le moteur 4 cylindres super carré de la 553, une fois monté dans le châssis 625 (dérivé de la célèbre Ferrari 500 F2, dominatrice en 1952 et 1953), donna de très bons résultats, en particulier à Silverstone où José Froilán González s'imposa nettement. Pour l'épreuve de Monza, Enzo Ferrari a fait appel à son ancien pilote Alberto Ascari, désormais sous contrat avec la Scuderia Lancia, dont la nouvelle monoplace n'est pas encore au point. Ascari dispose d'une 625 équipée de la dernière évolution du moteur 553 (254 chevaux à 7000 tr/min, 630 kg), tandis que le Britannique Mike Hawthorn et le Français Maurice Trintignant pilotent les 625 à moteur 553 de base (250 chevaux à 7500 tr/min). La Scuderia a également fait évoluer le châssis 553, et González dispose ici de la dernière version (254 chevaux, 595 kg). Une cinquième voiture officielle a été confiée à Umberto Maglioli, il s'agit d'une 625 normale (240 chevaux). Engagé à titre semi-officiel, Robert Manzon dispose d'une voiture identique appartenant à Louis Rosier.
- Maserati 250F "Usine"

Après un beau début de saison avec la nouvelle 250F (630 kg, moteur six cylindres en ligne développant environ 250 chevaux à 7200 tr/min grâce à Juan Manuel Fangio, vainqueur en Argentine et en Belgique), l'équipe Maserati a ensuite connu une période difficile après le départ du champion argentin chez Mercedes. Promu premier pilote, le prometteur Onofre Marimon s'est tué lors des essais du Allemagne au Nürburgring. Devenu pilote d'usine après un début de saison sur sa 250F personnelle, le jeune Britannique Stirling Moss s'est illustré à plusieurs reprises, mais le manque de fiabilité ne lui a pas permis d'obtenir les résultats escomptés. Pour Monza, l'usine a engagé cinq voitures, Moss étant épaulé par Luigi Villoresi, Luigi Musso, Sergio Mantovani et Roberto Mieres. Une sixième 250F a été engagée par le vétéran français Louis Rosier.
- Mercedes-Benz W196 "Usine"

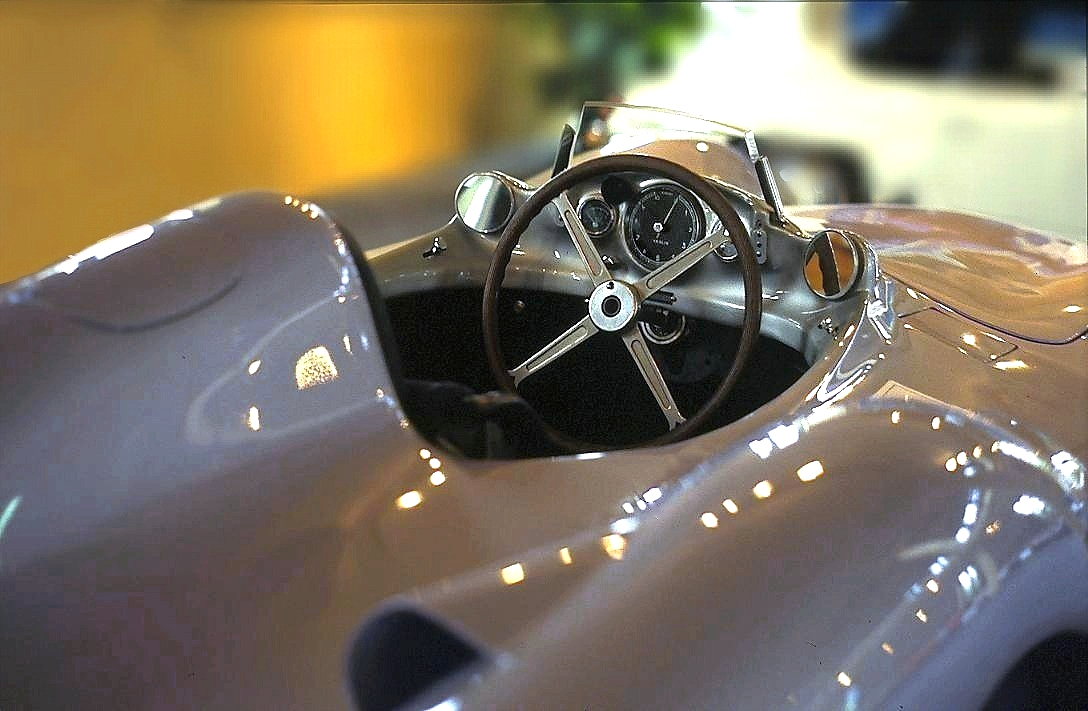
Le poste de pilotage de la Mercedes (version carénée)

L'équipe Mercedes dispose d'une arme redoutable avec la W196, déclinée en deux versions : carrosserie ouverte pour les circuits sinueux, carrosserie enveloppante pour les circuits rapides. C'est cette dernière (plus lourde, mais plus rapide en pointe) qui aura la préférence à Monza, les essais comparatifs ayant montré un avantage d'une seconde au tour pour celle-ci. Le moteur à huit cylindres en ligne, alimenté par injection directe, développe environ 280 chevaux à 8300 tr/min, la voiture pesant 720 kg dans sa version carénée. La boîte de vitesses ZF est à cinq rapports et le freinage est assuré par d'imposants tambours de freins "inboard". Deux voitures carénées ont été engagées pour Juan Manuel Fangio, Karl Kling, le troisième pilote Hans Herrmann disposant d'une version ouverte (690 kg) qui sera également pilotée aux essais par le vétéran Hermann Lang.
- Gordini T16 "Usine"

Tout comme au Grand Prix de Suisse, trois monoplaces T16 (560 kg, moteur six cylindres, environ 230 chevaux à 6500 tr/min) ont été engagées pour Jean Behra, Clemar Bucci et Fred Wacker. À court de moyens, l'équipe Gordini ne peut assurer une préparation correcte des monoplaces, qui rallient rarement l'arrivée.
- Vanwall "Usine"

Peter Collins dispose d'une évolution de la Vanwall Special avec laquelle il avait disputé le Grand Prix de Grande-Bretagne. Cette monoplace de 570 kg est équipée d'un moteur développé en collaboration avec les usines Norton, dont la cylindrée vient d'être portée à 2,5 litres. Malheureusement, le nouveau moteur a cassé lors de ses premiers essais en Angleterre, et Collins ne peut disposer que de la version 2,3 litres (215 chevaux à 6500 tr/min) pour l'épreuve italienne.

## Coureurs inscrits
| no | Pilote                | Écurie                    | Constructeur  | Modèle                       | Moteur           | Pneumatiques |
| -- | --------------------- | ------------------------- | ------------- | ---------------------------- | ---------------- | ------------ |
| 2  | Giovanni de Riu       | Privé                     | Maserati      | Maserati A6SSG               | Maserati L6      | P            |
| 6  | Robert Manzon         | Écurie Rosier             | Ferrari       | Ferrari 625                  | Ferrari L4       | P            |
| 8  | Jorge Daponte         | Privé                     | Maserati      | Maserati A6SSG               | Maserati L6      | P            |
| 10 | Peter Collins         | GA Vandervell             | Vanwall       | Vanwall Special              | Vanwall L4       | P            |
| 12 | Hans Herrmann         | Daimler Benz AG           | Mercedes-Benz | Mercedes-Benz W196           | Mercedes-Benz L8 | C            |
| 14 | Karl Kling            | Daimler Benz AG           | Mercedes-Benz | Mercedes-Benz W196 (carénée) | Mercedes-Benz L8 | C            |
| 16 | Juan Manuel Fangio    | Daimler Benz AG           | Mercedes-Benz | Mercedes-Benz W196 (carénée) | Mercedes-Benz L8 | C            |
| 18 | Sergio Mantovani      | Officine Alfieri Maserati | Maserati      | Maserati 250F                | Maserati L6      | P            |
| 20 | Luigi Musso           | Officine Alfieri Maserati | Maserati      | Maserati 250F                | Maserati L6      | P            |
| 22 | Luigi Villoresi       | Officine Alfieri Maserati | Maserati      | Maserati 250F                | Maserati L6      | P            |
| 24 | Roberto Mieres        | Officine Alfieri Maserati | Maserati      | Maserati 250F                | Maserati L6      | P            |
| 26 | Louis Rosier          | Écurie Rosier             | Maserati      | Maserati 250F                | Maserati L6      | P            |
| 28 | Stirling Moss         | Officine Alfieri Maserati | Maserati      | Maserati 250F                | Maserati L6      | P            |
| 30 | Maurice Trintignant   | Scuderia Ferrari          | Ferrari       | Ferrari 625                  | Ferrari L4       | P            |
| 32 | José Froilán González | Scuderia Ferrari          | Ferrari       | Ferrari 553                  | Ferrari L4       | P            |
| 34 | Alberto Ascari        | Scuderia Ferrari          | Ferrari       | Ferrari 625                  | Ferrari L4       | P            |
| 36 | Piero Taruffi         | Scuderia Ferrari          | Ferrari       | Ferrari 625                  | Ferrari L4       | P            |
| 38 | Umberto Maglioli      | Scuderia Ferrari          | Ferrari       | Ferrari 625                  | Ferrari L4       | P            |
| 40 | Mike Hawthorn         | Scuderia Ferrari          | Ferrari       | Ferrari 625                  | Ferrari L4       | P            |
| 42 | Fred Wacker           | Équipe Gordini            | Gordini       | Gordini T16                  | Gordini L6       | E            |
| 44 | Jean Behra            | Équipe Gordini            | Gordini       | Gordini T16                  | Gordini L6       | E            |
| 46 | Clemar Bucci          | Équipe Gordini            | Gordini       | Gordini T16                  | Gordini L6       | E            |

## Qualifications
Les séances qualificatives se déroulent les vendredi et samedi précédant la course, mais la plupart des équipes sont à pied d'œuvre dès le mercredi, où Juan Manuel Fangio, avec la Mercedes carénée, et José Froilán González, sur la Ferrari Squalo, se mettent en évidence, bouclant leurs meilleurs tours en moins de deux minutes. Lors de la journée du vendredi, Fangio se montre le plus rapide avec un temps de 1 min 59 s, devançant son coéquipier Karl Kling de six dixièmes. Tous deux devancent González, qui avec un temps de 2 min 0 s n'a pu rééditer sa performance du mercredi.
Le samedi, Stirling Moss (Maserati) se met en évidence, s'approchant à trois dixièmes du temps de Fangio. Il est toutefois devancé par Alberto Ascari, qui sur sa Ferrari réalise 1 min 59 s 2 en fin de séance, à seulement deux dixièmes de la pole position. On trouve donc trois marques différentes (Mercedes, Ferrari et Maserati) en première ligne de la grille de départ, Fangio devançant Ascari et Moss. Kling et González sont relégués en seconde ligne, au côté de Luigi Villoresi (Maserati). Le volant de la troisième Mercedes est finalement attribué à Hans Herrmann pour la course, ce dernier s'étant montré un dixième plus rapide que l'ancien champion Hermann Lang, pilote de réserve de l'équipe. 
| Pos. | no | Pilote                     | Écurie        | Temps                     | Écart           |
| ---- | -- | -------------------------- | ------------- | ------------------------- | --------------- |
| 1    | 16 | Juan Manuel Fangio         | Mercedes-Benz | 1 min 59 s 0              |                 |
| 2    | 34 | Alberto Ascari             | Ferrari       | 1 min 59 s 2              | + 0 s 2         |
| 3    | 28 | Stirling Moss              | Maserati      | 1 min 59 s 3              | + 0 s 3         |
| 4    | 14 | Karl Kling                 | Mercedes-Benz | 1 min 59 s 6              | + 0 s 6         |
| 5    | 32 | José Froilán González      | Ferrari       | 2 min 00 s 0              | + 1 s 0         |
| 6    | 22 | Luigi Villoresi            | Maserati      | 2 min 00 s 2              | + 1 s 2         |
| 7    | 40 | Mike Hawthorn              | Ferrari       | 2 min 00 s 2              | + 1 s 2         |
| 8    | 12 | Hans Herrmann Hermann Lang | Mercedes-Benz | 2 min 01 s 4 2 min 01 s 5 | + 2 s 4 + 2 s 5 |
| 9    | 18 | Sergio Mantovani           | Maserati      | 2 min 01 s 6              | + 2 s 6         |
| 10   | 24 | Roberto Mieres             | Maserati      | 2 min 01 s 7              | + 2 s 7         |
| 11   | 30 | Maurice Trintignant        | Ferrari       | 2 min 02 s 3              | + 3 s 3         |
| 12   | 44 | Jean Behra                 | Gordini       | 2 min 02 s 4              | + 3 s 4         |
| 13   | 38 | Umberto Maglioli           | Ferrari       | 2 min 03 s 5              | + 4 s 5         |
| 14   | 20 | Luigi Musso                | Maserati      | 2 min 03 s 5              | + 4 s 5         |
| 15   | 6  | Robert Manzon              | Ferrari       | 2 min 04 s 7              | + 5 s 7         |
| 16   | 10 | Peter Collins              | Vanwall       | 2 min 05 s 2              | + 6 s 2         |
| 17   | 46 | Clemar Bucci               | Gordini       | 2 min 05 s 5              | + 6 s 5         |
| 18   | 42 | Fred Wacker                | Gordini       | 2 min 08 s 0              | + 9 s 0         |
| 19   | 8  | Jorge Daponte              | Maserati      | 2 min 09 s 5              | + 10 s 5        |
| 20   | 26 | Louis Rosier               | Maserati      | 2 min 11 s 0              | + 12 s 0        |

## Grille de départ  du Grand Prix
| 1re ligne |                                |  | Pos. 3                           |  | Pos. 2                              |  | Pos. 1                            |
|           |                                |  | Moss Maserati 1 min 59 s 3       |  | Ascari Ferrari 1 min 59 s 2         |  | Fangio Mercedes-Benz 1 min 59 s 0 |
| 2e ligne  | Pos. 6                         |  | Pos. 5                           |  | Pos. 4                              |  |                                   |
|           | Villoresi Ferrari 2 min 00 s 2 |  | González Ferrari 2 min 00 s 0    |  | Kling Mercedes-Benz 1 min 59 s 6    |  |                                   |
| 3e ligne  |                                |  | Pos. 9                           |  | Pos. 8                              |  | Pos. 7                            |
|           |                                |  | Mantovani Maserati 2 min 01 s 6  |  | Herrmann Mercedes-Benz 2 min 01 s 4 |  | Hawthorn Ferrari 2 min 00 s 2     |
| 4e ligne  | Pos. 12                        |  | Pos. 11                          |  | Pos. 10                             |  |                                   |
|           | Behra Gordini 2 min 02 s 4     |  | Trintignant Ferrari 2 min 02 s 3 |  | Mieres Maserati 2 min 01 s 7        |  |                                   |
| 5e ligne  |                                |  | Pos. 15                          |  | Pos. 14                             |  | Pos. 13                           |
|           |                                |  | Manzon Ferrari 2 min 04 s 7      |  | Musso Maserati 2 min 03 s 5         |  | Maglioli Ferrari 2 min 03 s 5     |
| 6e ligne  | Pos. 18                        |  | Pos. 17                          |  | Pos. 16                             |  |                                   |
|           | Wacker Gordini 2 min 08 s 0    |  | Bucci Gordini 2 min 05 s 5       |  | Collins Vanwall 2 min 05 s 2        |  |                                   |
| 7e ligne  |                                |  | Pos. 20                          |  | Pos. 19                             |  |                                   |
|           |                                |  | Rosier Maserati 2 min 11 s 0     |  | Daponte Maserati 2 min 09 s 5       |  |                                   |

## Déroulement de la course

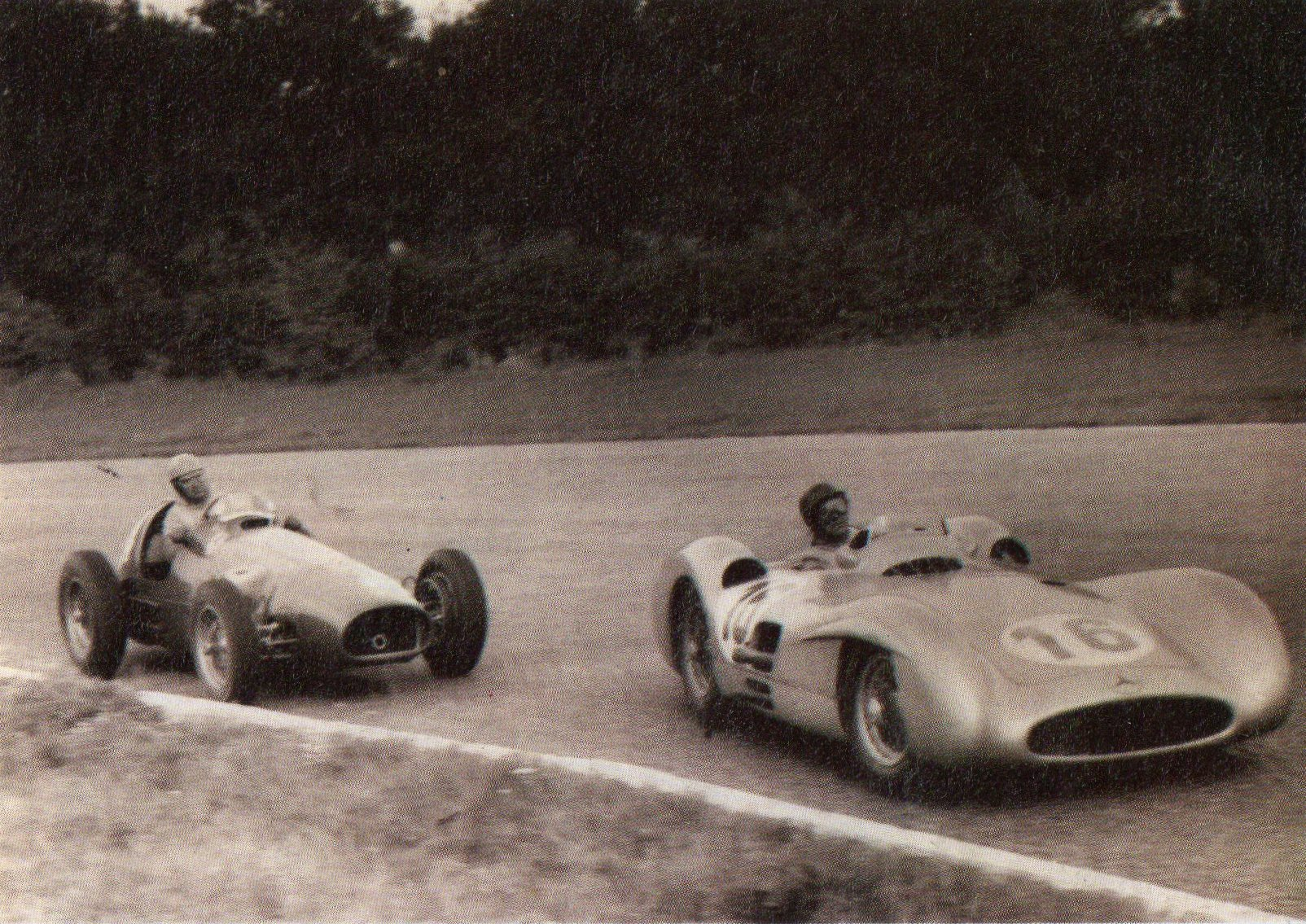
Le duel Fangio (Mercedes) / Ascari (Ferrari) a tenu le public en haleine jusqu'à la mi-course.

Il fait chaud mais le temps est couvert lorsque les vingt pilotes s'élancent, à quinze heures, devant cent mille spectateurs. De la deuxième ligne, Karl Kling (Mercedes) prend un excellent départ et se porte en tête, juste devant son coéquipier Juan Manuel Fangio. Tous deux passent ensemble devant les tribunes à la fin du premier tour, suivis de près par les Ferrari d'Alberto Ascari et de José Froilán González, la Maserati de Stirling Moss, la Ferrari de Mike Hawthorn et la Mercedes d'Hans Herrmann, qui ont pris un léger avantage sur le reste du peloton. Kling parvient à conserver sa position jusqu'au quatrième tour, au cours duquel il effectue un léger dérapage dans le virage de Lesmo et se fait passer par Fangio, González, Ascari et Moss, dans cet ordre. Au sixième tour, Ascari passe à l'attaque et déborde González et Fangio, s'emparant de la première place. Après un départ assez prudent, Luigi Villoresi (Maserati) a rejoint le peloton de tête, tandis qu'Herrmann connaît des soucis d'allumage et doit s'arrêter à son stand pour faire remplacer les bougies.
Ascari parvient à prendre quelques secondes d'avance sur ses poursuivants, emmenés par Fangio, mais au quart de la course ce dernier est revenu dans les roues du pilote italien, alors que González a dû abandonner, boîte de vitesses cassée. Il reprend peu après la voiture de son coéquipier Umberto Maglioli, alors onzième. Fangio se porte en tête au vingt-troisième passage, mais au suivant Ascari a repris l'avantage. Les deux hommes ont alors sept secondes d'avance sur Moss et quatorze sur Villoresi. Cinquième, Kling est beaucoup plus loin ; il a perdu beaucoup de terrain, gêné par des projections d'huile sur ses lunettes. L'ordre reste inchangé au cours des tours suivants, mais Moss et Villoresi remontent progressivement sur les deux hommes de tête. Au trente-sixième tour, Kling, aveuglé par un jet d'huile, sort de la piste au virage de Lesmo et achève sa course dans les bottes de paille. À la mi-course, les quatre premiers sont regroupés, Ascari devançant toujours Fangio et Villoresi, qui vient de prendre le meilleur sur Moss. C'est maintenant Hawthorn qui occupe la cinquième place, loin derrière les hommes de tête.
Villoresi marche très fort. Au quarante-et-unième tour, il déborde Fangio pour le gain de la seconde place. Mais deux tours plus tard, alors qu'il s'apprête à attaquer Ascari, il doit renoncer, embrayage hors d'usage. Moss prend le relais de son coéquipier et dépasse Fangio, puis Ascari, mais le champion italien reprend peu après sa première place. Pour quelques tours seulement, car une soupape défectueuse (probablement à la suite d'un surrégime) met bientôt fin à sa démonstration. Moss se retrouve à nouveau en tête, et augmente progressivement son avance sur Fangio. Hawthorn, troisième, compte désormais un tour de retard et doit défendre chèrement sa place face aux assauts de la Maserati de Sergio Mantovani. Aux trois quarts de la course, Moss a pris une sérieuse option sur la victoire, comptant près de quinze secondes d'avance sur la Mercedes de Fangio, dont le moteur ne donne plus sa pleine puissance. Loin derrière, Hawthorn et Mantovani sont toujours à la lutte pour la troisième place. Ils précèdent González, remonté en cinquième position sur la voiture de Maglioli.

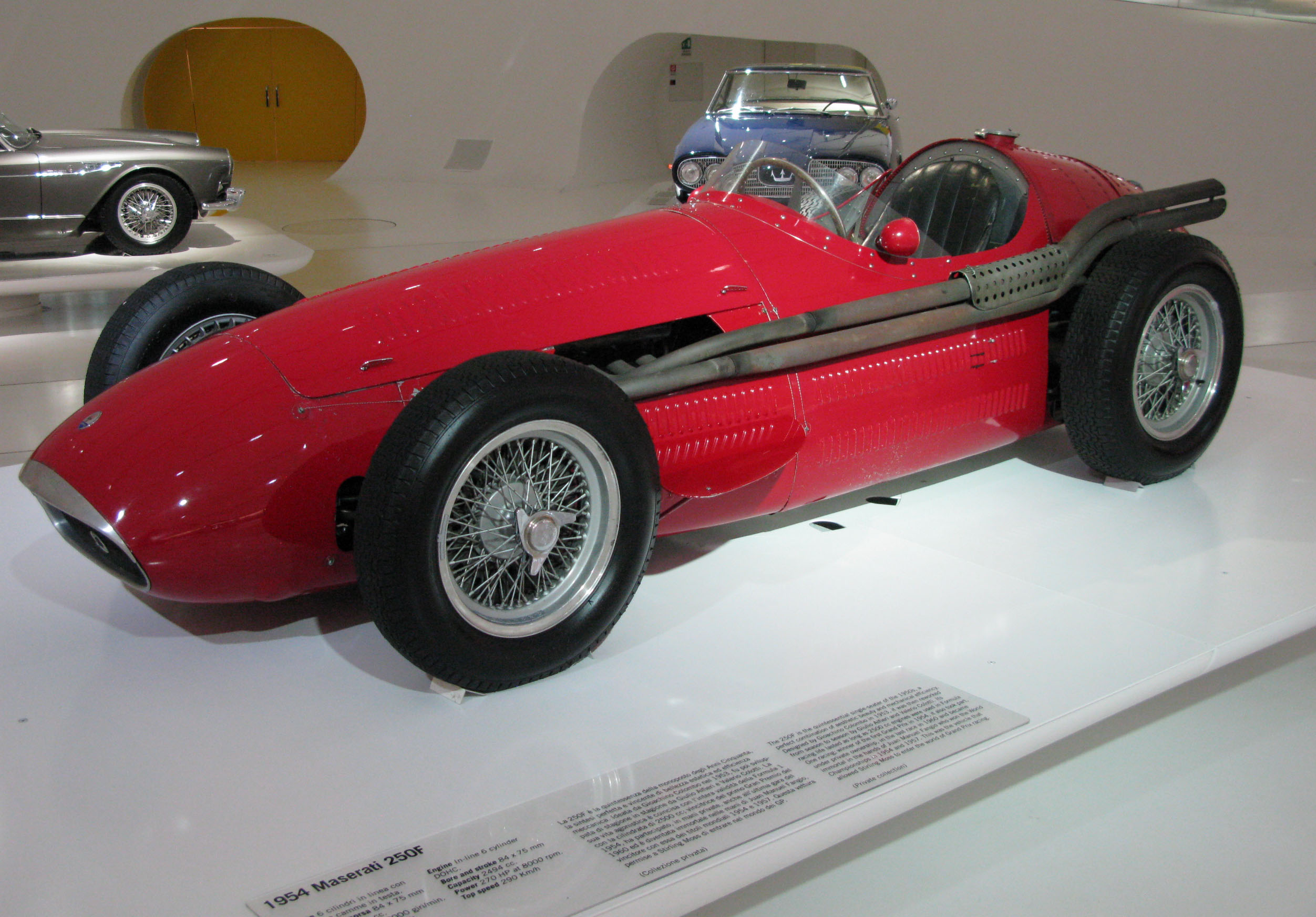
La Maserati 250F, très compétitive à Monza aux mains de Stirling Moss et Luigi Villoresi

À douze tours de la fin, Moss a porté son avance à vingt-trois secondes et semble avoir course gagnée, mais une fuite d'huile l'oblige à s'arrêter au stand pour refaire le plein de lubrifiant. Lorsqu'il repart, il compte vingt secondes de retard sur Fangio. Ce dernier ménage son moteur, qui ne tourne plus que sur sept cylindres ; Moss lui reprend quatre secondes au tour et peut espérer le rejoindre, mais il doit bientôt renoncer à la lutte, tombant en panne à la fin du soixante-et-onzième tour. Fangio, malgré un moteur bien fatigué, ne peut plus être inquiété, ses poursuivants comptant plus d'un tour de retard. Le champion argentin remporte une nouvelle victoire, devant Hawthorn. González termine troisième devant Herrmann, Mantovani terminant très attardé, ayant dû considérablement ralentir en fin d'épreuve.

### Classements intermédiaires
Classements intermédiaires des monoplaces aux premier, cinquième, dixième, quinzième, vingtième, trentième, quarantième, cinquantième, soixantième et soixante-dixième tours.

### Classement de la course

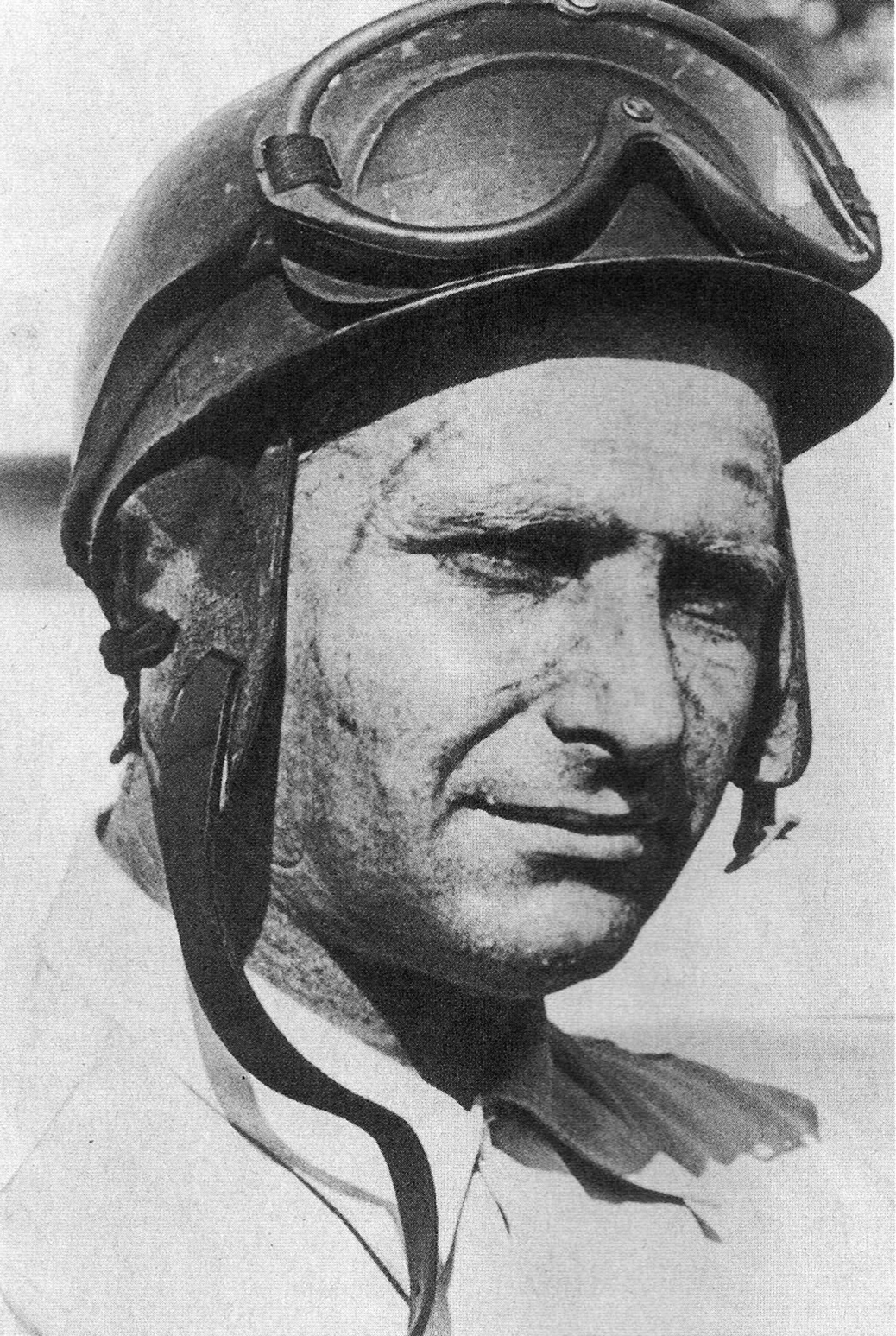
Sixième victoire de la saison pour Juan-Manuel Fangio.

| Pos  | No | Pilote                                 | Voiture       | Tours | Temps/Abandon                  | Grille | Points |
| ---- | -- | -------------------------------------- | ------------- | ----- | ------------------------------ | ------ | ------ |
| 1    | 16 | Juan Manuel Fangio                     | Mercedes-Benz | 80    | 2 h 47 min 47 s 9              | 1      | 8      |
| 2    | 40 | Mike Hawthorn                          | Ferrari       | 79    | 2 h 48 min 11 s 5 (+ 1 tour)   | 7      | 6      |
| 3    | 38 | Umberto Maglioli José Froilán González | Ferrari       | 78    | 2 h 48 min 47 s 4 (+ 2 tours)  | 13     | 2 3    |
| 4    | 12 | Hans Herrmann                          | Mercedes-Benz | 77    | 2 h 49 min 13 s 1 (+ 3 tours)  | 8      | 3      |
| 5    | 30 | Maurice Trintignant                    | Ferrari       | 75    | 2 h 48 min 27 s 8 (+ 5 tours)  | 11     | 2      |
| 6    | 42 | Fred Wacker                            | Gordini       | 75    | 2 h 48 min 32 s 7 (+ 5 tours)  | 18     |        |
| 7    | 10 | Peter Collins                          | Vanwall       | 75    | 2 h 49 min 11 s 5 (+ 5 tours)  | 16     |        |
| 8    | 26 | Louis Rosier                           | Maserati      | 74    | 2 h 48 min 33 s 2 (+ 6 tours)  | 20     |        |
| 9    | 18 | Sergio Mantovani                       | Maserati      | 74    | 2 h 49 min 14 s 6 (+ 6 tours)  | 9      |        |
| 10   | 28 | Stirling Moss                          | Maserati      | 71    | 2 h 47 min 53 s 7 (+ 9 tours)  | 3      |        |
| 11   | 8  | Jorge Daponte                          | Maserati      | 70    | 2 h 49 min 34 s 0 (+ 10 tours) | 19     |        |
| Abd. | 34 | Alberto Ascari                         | Ferrari       | 48    | Moteur                         | 2      |        |
| Abd. | 22 | Luigi Villoresi                        | Maserati      | 42    | Embrayage                      | 6      |        |
| Abd. | 14 | Karl Kling                             | Mercedes-Benz | 36    | Accident                       | 4      |        |
| Abd. | 24 | Roberto Mieres                         | Maserati      | 34    | Suspension                     | 10     |        |
| Abd. | 20 | Luigi Musso                            | Maserati      | 32    | Transmission                   | 14     |        |
| Abd. | 32 | José Froilán González                  | Ferrari       | 16    | Boîte de vitesses              | 5      |        |
| Abd. | 6  | Robert Manzon                          | Ferrari       | 16    | Moteur                         | 15     |        |
| Abd. | 46 | Clemar Bucci                           | Gordini       | 13    | Transmission                   | 17     |        |
| Abd. | 44 | Jean Behra                             | Gordini       | 2     | Moteur                         | 12     |        |
| Nq.  | 2  | Giovanni de Riu                        | Maserati      |       | Non qualifié                   | 21     |        |

Légende :
- Abd.= Abandon

### Pole position et record du tour
- Pole position :  Juan Manuel Fangio en 1 min 59 s 0 (vitesse moyenne : 190,588 km/h). Temps réalisé lors de la séance qualificative du vendredi 3 septembre[8].
- Meilleur tour en course :  José Froilán González en 2 min 00 s 8 (vitesse moyenne : 187,748 km/h) au deuxième tour.

### Tours en tête
- Karl Kling : 3 tours (1-3)
- Juan Manuel Fangio : 16 tours (4-5 / 23 / 68-80)
- Alberto Ascari : 41 tours (6-22 / 24-44 / 46-48)
- Stirling Moss : 20 tours (45 / 49-67)

## Classement général à l'issue de la course
- attribution des points : 8, 6, 4, 3, 2 respectivement aux cinq premiers de chaque épreuve et 1 point supplémentaire pour le pilote ayant accompli le meilleur tour en course (signalé par un astérisque). En Grande-Bretagne, le meilleur tour a été accompli par sept pilotes, crédités chacun de 0,14 point (un septième).
- Le règlement permet aux pilotes de se relayer sur une même voiture, les points éventuellement acquis étant alors partagés. Troy Ruttman et Duane Carter marquent chacun un point et demi pour leur quatrième place à Indianapolis, Mike Hawthorn et José Froilán González marquent chacun un point et demi pour leur quatrième place en Belgique et trois pour leur seconde place en Allemagne, González partageant également avec Umberto Maglioli les quatre points de leur troisième place en Italie.
- Seuls les cinq meilleurs résultats sont comptabilisés. Juan Manuel Fangio doit donc décompter les 3,14 points acquis en Grande-Bretagne et les 8 points acquis en Italie. De même, José Froilán González doit décompter les 1,5 points acquis en Belgique.
- Sur dix épreuves qualificatives prévues pour le championnat du monde 1954, neuf seront effectivement courues, le Grand Prix des Pays-Bas, programmé le 6 juin[13], ayant été annulé.

| Pos. | Pilote                | Écurie                   | Points        | ARG | 500 | BEL   | FRA | GBR     | ALL | SUI | ITA | ESP |
| ---- | --------------------- | ------------------------ | ------------- | --- | --- | ----- | --- | ------- | --- | --- | --- | --- |
| 1    | Juan Manuel Fangio    | Maserati & Mercedes-Benz | 42 (53,14)    | 8   | -   | 9*    | 8   | (3,14*) | 8   | 9*  | (8) |     |
| 2    | José Froilán González | Ferrari                  | 25,14 (26,64) | 5*  | -   | (1,5) | -   | 8,14*   | 3   | 6   | 3*  |     |
| 3    | Maurice Trintignant   | Ferrari                  | 17            | 3   | -   | 6     | -   | 2       | 4   | -   | 2   |     |
| 4    | Mike Hawthorn         | Ferrari                  | 16,64         | -   | -   | 1,5   | -   | 6,14*   | 3   | -   | 6   |     |
| 5    | Karl Kling            | Mercedes-Benz            | 10            | -   | -   | -     | 6   | -       | 4*  | -   | -   |     |
| 6    | Bill Vukovich         | Kurtis Kraft             | 8             | -   | 8   | -     | -   | -       | -   | -   | -   |     |
|      | Hans Herrmann         | Mercedes-Benz            | 8             | -   | -   | -     | 1*  | -       | -   | 4   | 3   |     |
| 8    | Giuseppe Farina       | Ferrari                  | 6             | 6   | -   | -     | -   | -       | -   | -   | -   |     |
|      | Jimmy Bryan           | Kuzma                    | 6             | -   | 6   | -     | -   | -       | -   | -   | -   |     |
| 10   | Jack McGrath          | Kurtis Kraft             | 5             | -   | 5*  | -     | -   | -       | -   | -   | -   |     |
| 11   | Stirling Moss         | Maserati                 | 4,14          | -   | -   | 4     | -   | 0,14*   | -   | -   | -   |     |
|      | Onofre Marimon        | Maserati                 | 4,14          | -   | -   | -     | -   | 4,14*   | -   | -   | -   |     |
| 13   | Robert Manzon         | Ferrari                  | 4             | -   | -   | -     | 4   | -       | -   | -   | -   |     |
|      | Sergio Mantovani      | Maserati                 | 4             | -   | -   | -     | -   | -       | 2   | 2   | -   |     |
| 15   | Prince Bira           | Maserati                 | 3             | -   | -   | -     | 3   | -       | -   | -   | -   |     |
|      | Roberto Mieres        | Maserati                 | 3             | -   | -   | -     | -   | -       | -   | 3   | -   |     |
| 17   | Umberto Maglioli      | Ferrari                  | 2             | -   | -   | -     | -   | -       | -   | -   | 2   |     |
|      | Élie Bayol            | Gordini                  | 2             | 2   | -   | -     | -   | -       | -   | -   | -   |     |
|      | Mike Nazaruk          | Kurtis Kraft             | 2             | -   | 2   | -     | -   | -       | -   | -   | -   |     |
|      | André Pilette         | Gordini                  | 2             | -   | -   | 2     | -   | -       | -   | -   | -   |     |
|      | Luigi Villoresi       | Maserati                 | 2             | -   | -   | -     | 2   | -       | -   | -   | -   |     |
| 22   | Troy Ruttman          | Kurtis Kraft             | 1,5           | -   | 1,5 | -     | -   | -       | -   | -   | -   |     |
|      | Duane Carter          | Kurtis Kraft             | 1,5           | -   | 1,5 | -     | -   | -       | -   | -   | -   |     |
| 24   | Alberto Ascari        | Maserati                 | 0,14          | -   | -   | -     | -   | 0,14*   | -   | -   | -   |     |
|      | Jean Behra            | Gordini                  | 0,14          | -   | -   | -     | -   | 0,14*   | -   | -   | -   |     |

## À noter
- 13e victoire en championnat du monde pour Juan Manuel Fangio.
- 4e victoire en championnat du monde pour Mercedes en tant que constructeur.
- 4e victoire en championnat du monde pour Mercedes en tant que motoriste.
- 1er départ en championnat du monde  pour Luigi Musso qui a toutefois participé au Grand Prix d'Italie 1953 en tant que pilote suppléant.
- 1re et unique apparition en Grand Prix de championnat du monde pour Giovanni de Riu (non qualifié).
- 2e et dernier Grand Prix de championnat du monde pour Jorge Daponte.
- 3e et dernier Grand Prix de championnat du monde pour Fred Wacker.
- Voiture copilotée : no 38 ; Umberto Maglioli (30 tours) et José Froilán González (48 tours). Ils se partagent les quatre points de la troisième place.